# Kønskarakteristika
Kønskarakteristika er de tegn eller karakteristika, der kendetegner og adskiller de forskellige køn. De er opdelt i hhv. primære, sekundære og tertiære kønskarakteristika. De primære og sekundære kønskarakteristika er genetisk og biologisk betingede, de tertiære socialt betingede.
- Primære kønskarakteristika udgøres af kønsorganerne og de organer, der er direkte involveret i seksuel reproduktion. Primære kønskarakteristika er medfødte og grundlægges allerede i den tidlige fosterudvikling. Mandens penis og kvindens vagina er de mest øjnefaldne primære kønskarakteristika.

- Sekundære kønskarakteristika er anatomiske forskelle på de to køn, som ikke i sig selv er direkte involverede i seksuel reproduktion, men spiller en vigtig rolle i kønsakten, parringsritualer, seksuel tiltrækning, bejlen etc. De er opstået som resultat af seksuel udvælgelse. Sekundære kønskarakteristika kendetegnes ved ikke at være til stede før kønsmodningen, men derimod at opstå i løbet af puberteten som følge af påvirkning fra kønshormoner, hhv. testosteron for mænd og østrogen for kvinder.

Kendte sekundære kønskarakteristika inkluderer hanløvens manke, påfuglens lange, farvede fjer, elefanter og søløvers stødtænder, fjerdragten hos mange fuglehanner, ildfluers lys, neonfisks farve etc. Blandt mennesker er de mest iøjefaldende karakteristika kvindens bryster og mandens skæg.
- Tertiære kønskarakteristika er kulturelt betingede og socialt tillærte kønsforskelle. De er hovedsageligt et menneskeligt fænomen. Karakteristikaene varierer fra kultur til kultur, men kan f.eks. være en differentieret tøjstil (kjoler, nederdele til kvinder, bukser til mænd) eller hårmode (langt hår til kvinder, kort hår til mænd).

## Anormaliteter
Hvis de primære og/eller sekundære kønskarakteristika er underudviklede, ikke tilstrækkeligt tydelige eller modstridende, kan det defineres som interkønnethed.

## Mennesket
Følgende er væsentlige kønskarakteristika hos mennesket:

### Manden
| Mand | - Primære kønskarakteristika - Penis - Testikeler - Pung - Sædleder - Blærehalskirtlel - Sædblære - Sekundære kønskarakteristika - Skægvækst samt hårvækst på maven og brystet og andre steder på kroppen - Hårtab på hovedet - Større højde - Højere talje-hofte ratio - Bredere skuldre og brystkasse - Mere massiv kranie- og knoglestruktur - Større muskelmasse - Fremstående adamsæble og en dyb stemme - Fedtdepoter hovedsagligt centreret omkring maven og taljen - Grovere hudvæv - Større hænder og fødder - Kønsbehåring |  |

### Kvinden
| Kvinde | - Primære kønskarakteristika - Vulva - Klitoris - Skede - Livmoder - Æggeleder - Æggestok - Sekundære kønskarakteristika - Bryster - Lavere højde - Mindre talje-hofte ratio - Bredere hofter - Ingen ansigtsbehåring - Lysere stemme - Flere fedtdepoter placeret lige under huden - Fedtdepoter hovedsageligt omkring balderne, lårene og hofterne ("pæreformet") - Glattere hudvæv - Kønsbehåring |  |

## Note
1. ↑  Karakteristika er flertal af karakteristikon eller -kum